# وليم أرمسترونغ (ناقد موسيقى)
وليم أرمسترونغ (بالإنجليزية: William Armstrong)‏ (1858 - 18 مايو 1942)؛ صحفي وروائي أمريكي.